# Andrés Bello (Táchira)
Andrés Bello è un comune del Venezuela situato nello Stato di Táchira.
Il capoluogo del comune è la città di Cordero.